# Teleogramma
Teleogramma és un gènere de peixos pertanyent a la família dels cíclids.

## Distribució geogràfica
Es troba a Àfrica.

## Taxonomia
- Teleogramma brichardi (Poll, 1959)[3]
- Teleogramma depressum (Roberts & Stewart, 1976)[4]
- Teleogramma gracile (Boulenger, 1899)[5]
- Teleogramma monogramma (Pellegrin, 1927)[6][7][8][9][10][11][12]